# 1157 (szám)
Az 1157 (római számmal: MCLVII) az 1156 és 1158 között található természetes szám.

## A szám a matematikában
A tízes számrendszerbeli 1157-es a kettes számrendszerben 10010000101, a nyolcas számrendszerben 2205, a tizenhatos számrendszerben 485 alakban írható fel.
Az 1157 páratlan szám, összetett szám, félprím. Kanonikus alakja 131 · 891, normálalakban az 1,157 · 103 szorzattal írható fel. Négy osztója van a természetes számok halmazán, ezek növekvő sorrendben: 1, 13, 89 és 1157.
Az 1157 huszonkét szám valódiosztó-összegeként áll elő, ezek közül legkisebb a 3459.

## Csillagászat
- 1157 Arabia kisbolygó